# Maiella Gómez Maldonado
Maiella Martha Gabriela Gómez Maldonado (Puebla de Zaragoza, Puebla, 26 de septiembre de 1974) es una médica y política mexicana, miembro actual del partido Movimiento Regeneración Nacional (Morena), y con anterioridad de los partidos Nueva Alianza, Movimiento Ciudadano y Fuerza por México. Ha sido en dos ocasiones diputada federal.

## Biografía
Es médica cirujana y partera egresada con especialidad en Geriatría y Gerontología de la Benemérita Universidad Autónoma de Puebla (BUAP), y cuentan con un diplomado en Nutrición y Salud por la Universidad Popular Autónoma del Estado de Puebla (UPAEP). Es también licenciada en Gerontogeriatría, y licenciada en Derecho por el Centro de Estudios de Posgrado en Derecho.
Ejerció su profesión como médica general del Instituto Mexicano del Seguro Social (IMSS) en los hospitales de zona de Ixtolco de Morelos y de Cuautempan, Puebla; médica de guardia en el Hospital de Zona de Villa Ávila Camacho y de Chignahuapan; y coordinadora estatal del Programa Oportunidades del Instituto Nacional de la Senectud, Subdelegación Regional Tetela de Ocampo.
Inicialmente miembro del partido Nueva Alianza (PANAL), en las elecciones de 2010 fue candidata de la coalición Compromiso por Puebla a diputada local, no habiendo logrando el cargo. En 2011 fue jefa de Departamento de Ecología de la Salud en el DIF de Puebla cuando era su titular Martha Érika Alonso y de 2011 a 2013 jefa de la Jurisdicción Sanitaria No. 2 de los Servicios de Salud en Chignahuapan. En las elecciones estatales de 2013 es candidata de la coalición Puebla Unida a diputada por el Distrito 3 local, logrando el triunfo y siendo diputada para la LIX Legislatura del Congreso del Estado de Puebla de 2014 a 2018.
En 2018 dejó la militancia en el PANAL y se unió a Movimiento Ciudadano, que la postula, como parte de la coalición Por México al Frente —integrada además por el Partido Acción Nacional y el Partido de la Revolución Democrática—, a diputada federal por el Distrito 2 de Puebla. Logró el triunfo al recibir el 32.48% de los votos, frente al 28.76% de su contrincante del PRI Juan Enrique Rivera Reyes; y ejerciendo como diputada en la LXIV Legislatura de 2018 a 2021 y en donde fue secretaria de las comisiones de Salud; y, de Justicia; e integrante de las comisiones de Turismo; de Presupuesto y Cuenta Pública; y, Bicamaral del Sistema de Bibliotecas. Estando en este cargo, renunció a la militancia en MC el 9 de febrero de 2021 y se declaró diputada sin partido.
Renunció para unirse al partido Fuerza por México, en donde en 2021 es nombrada coordinadora nacional de Mujeres, y en 2023 secretaria de Equidad y luego secretaria general del partido en Puebla. Ese mismo año fue nombrada dirigente nacional provisional de Fuerza por México, ante la muerte del anterior dirigente, Gerardo Islas Maldonado. En las elecciones estatales de 2024 su partido formó parte de la coalición Sigamos Haciendo Historia y durante el, su partido fue señalado de haber conservado su registro estatal al haber recibido de forma ilegal una transferencia de votos de parte de Morena.
En 2024 fue postulada y elegida por segunda ocasión diputada federa, por la coalición Sigamos Haciendo Historia por el principio de representación proporcional. En la LXVI Legislatura de dicho año al de 2027 es integrante del grupo parlamentario de Morena, así como presidenta de la comisión de Trabajo y Previsión Social; secretaria de la comisión de Energía; e integrante de la comisión de Presupuesto y Cuenta Pública.